# Coronilla minima subsp. minima
Coronilla minima subsp. minima é uma subespécie de planta com flor pertencente à família Fabaceae. 
A autoridade científica da subespécie é L., tendo sido publicada em Cent. Pl. II 28 (1756).

## Portugal
Trata-se de uma subespécie presente no território português, nomeadamente em Portugal Continental.
Em termos de naturalidade é nativa da região atrás indicada.

## Protecção
Não se encontra protegida por legislação portuguesa ou da Comunidade Europeia.